# Плерома
Плерома (грч: πλήρωμα - пуноћа, испуњеност) је грчки појам који значи пуноћу божанског. Према гностику Валентину, плерома је јединствен божански праизвор из кога произлазе све еманације живота. Супротан је појму „кенома“ који значи празнину, таму и хаос. У неоплатонизму појам има значење савршености интелигибилног света или божанског бића, коме се супротставља ограниченост, а тиме и коначност чулног света. Реч плерома користи апостол Павле у својој посланици Колошанима 2.9.